# Động đất Herat 2023
Động đất Herat 2023 là hai trận động đất xảy ra vào ngày 7 tháng 10 năm 2023. Cả hai trận động đất đều có cường độ 6.3 richter, tâm chấn độ sâu lần lượt là 14 và 10.6 km. Động đất đã gây ra thiệt hại quy mô lớn về nhà cửa và tài sản. Hậu quả hai trận động đất đã làm hơn 2.445 người chết và hơn 2.000 người bị thương.